# Vieux-Berquin

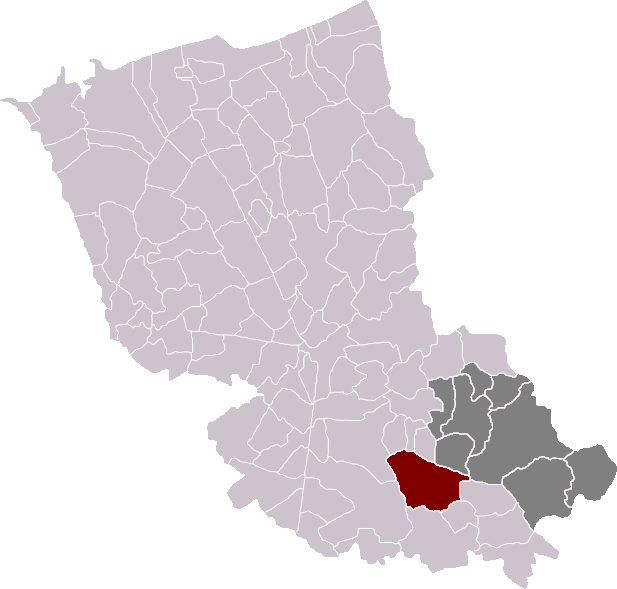
Localització de Vieux-Berquin

Vieux-Berquin  (en neerlandès Oud-Berkijn) és un municipi francès, situat a la regió dels Alts de França, al departament del Nord, que forma part de la Westhoek. L'any 2006 tenia 2.277 habitants. Limita amb Bailleul, Pradelles, Le Doulieu, Merville, Strazeele, Merris, Morbecque i Hazebrouck.

## Demografia
| 1962                                       | 1968  | 1975  | 1982  | 1990  | 1999  |
| ------------------------------------------ | ----- | ----- | ----- | ----- | ----- |
| 1.822                                      | 1.864 | 1.759 | 1.949 | 2.092 | 2.185 |
| Des de 1962: població sense dobles comptes |       |       |       |       |       |

## Administració
| Període | Identitat        | Partit |
| ------- | ---------------- | ------ |
| 2001-   | Jean-Paul Salomé |        |

## Personatges il·lustres
- Jules-Auguste Lemire, sacerdot i polític.